# Maghiarii din Canada
Maghiarii din Canada sau maghiaro-canadienii (engleză: Hungaian Canadians, maghiară: kanadai magyarok) sunt cetățenii canadieni cu origini sau ascendență maghiară. Mulți dintre ei sunt refugiați care s-au stabilit în Canada după Revoluția ungară din 1956, în timpul celui de Al Doilea Război Mondial sau mai devreme (după Tratatul de la Trianon sau după Revoluția Maghiară din 1848). Primii imigranți maghiari au ajuns în Canada încă în secolul al XIX-lea. Mulți dintre ei sunt de origine panonică, ardeleană, secuiască, dar există și mici grupuri de ceangăi. O mare parte a comunității maghiaro-canadiene este de origine evreiască sau maghiară de religie mozaică. Mai ales credincioșii neologi se declară maghiari încă din sec. al XIX-lea, dar sunt și comunități hasidice sătmărene în orașele mai mari. Comunitatea maghiară a dat societății canadiene numeroși actori, jurnaliști și scriitori, precum și politicieni. Cele mai cunoscute maghiaro-canadieni sunt: Alanis Morissette, John Kricfalusi, Elvira Kurt, Elvis Stojko, William Shatner, Gabor Szilasi, Robert Lantos, Aaron Voros, etc.

## Istoric
Primii imigranți maghiari au ajuns în Canada în secolul al XIX-lea, majoritatea lor au stabilit în Alberta. În 1886 bogătașul maghiar Eszterházy Pál Oszkár (născut ca Packh János) a ajutat 35 de familii maghiari să se stabilească în sudul provinciei Saskatchewan, întemeind prima localitate maghiară: Kaposvar, care a primit numele după orașul maghiar Kaposvár (Ungaria). În nordul acestei localități s-au stabilit ulterior și alți imigranți (germani, englezi, suedezi, dar și alți maghiari). Această localitate a primit numele fondatorului (Esterhazy). 
Emigrarea maghiarilor în Canada s-a continuat în secolul al XX-lea și se continuă și azi. Cele mai mari valuri de imigranți au sosit în Canada în urma marilor primejdii istorice din Ungaria și din țările înconjurătoare ei. Zeci de mii de maghiari au emigrat din Europa după Revoluția Maghiară din 1848, după Tratatul de la Trianon, după cel de-Al doilea război mondial, etc. Cei mai mulți imigranți maghiari (peste 100.000 de persoane) au sosit în Canada după Revoluția ungară din 1956. 
Din cauza ascensiunii naționalismului în România și Slovacia, mulți maghiari au emigrat și din aceste țări, după prăbușirea comunismului. Pe lângă maghiarii emigrați din motivele sus-menționate, mulți au ales să trăiască în Canada din cauza nivelului de trai mult mai ridicat față de Europa Centrală.

### Alberta
Majoritatea maghiarilor din Canada trăiesc în provincia Alberta, deși procentul lor este cel mai mare în Saskatchewan (numit Saskanada de maghiarii canadieni). Primii maghiari care au ajuns în Alberta au sosit cu contele Paul Oskar Eszterhazy, în 1866 (25 familii, care s-au mutat ulterior în Saskatchewan). Numărul maghiarilor în această provincie a fost 1.045 în anul 1921, 5.502 în 1931, 48.655 în 2001 și 48.665 în 2006.

### Saskatchewan
Conform recensământului din 2006, în Saskatchewan au locuit 27.395 de cetățeni de origine maghiară (mulți dintre ele născuți în Ungaria) 

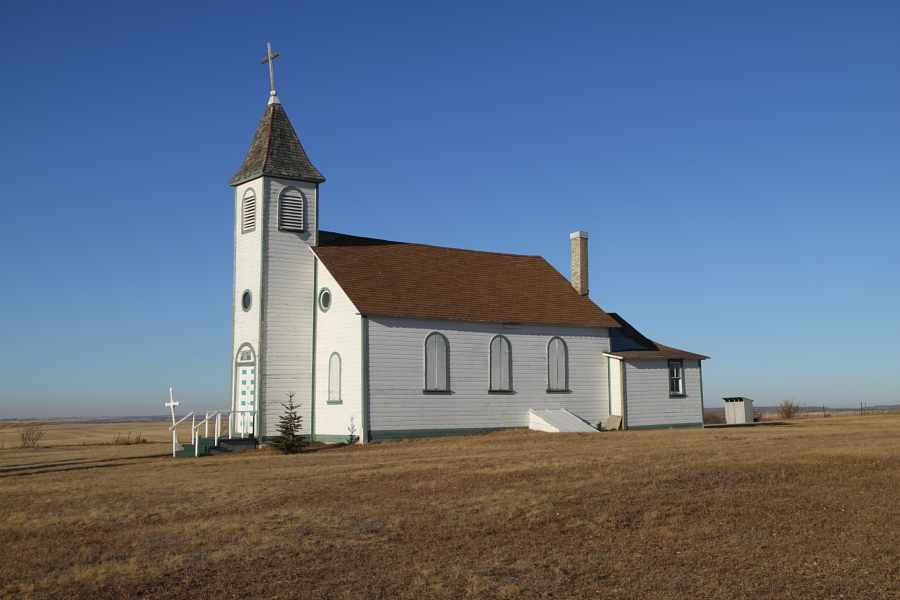
Biserica romano-catolică maghiară "Sfântul Ladislau" din Prud'homme

Denumirea maghiarizată a provinciei este Saskanada ("Canada Vulturilor"), folosită în comunicarea orală, dar și în presa maghiară.
Până în 1921, populația maghiarofonă s-a crescut la 8.946 de persoane. În 1931 au fost deja 13.363 de maghiari în Saskatchewan, iar în 1941, 14.576. În anii 40', s-a produs un proces de migrare a maghiarilor din Saskatchewan spre teritoriile estice a țării; ca urmare, numărul lor a scăzut la 12.470, până la recensământul din 1951. În anii 2000, s-a produs o nouă creștere a numărului maghiarilor (creștere care este continuă până în prezent). În 2001 au trăit în provincie 24.340 de maghiaro-canadieni; numărul lor a crescut la 27.395 în doar 5 ani (conform datelor recensământului din 2006).
Localitățile cu cea mai mare populație maghiară din Saskatchewan sunt: St. Benedict, Prud'homme, Yellow Creek, Zichydorf, East Central, Cudworth, Whitewood și Mistatim.
Cele mai multe localități fondate de maghiari din Canada se găsesc în Saskatchewan (vezi capitolul despre localitățile maghiare din Canada).

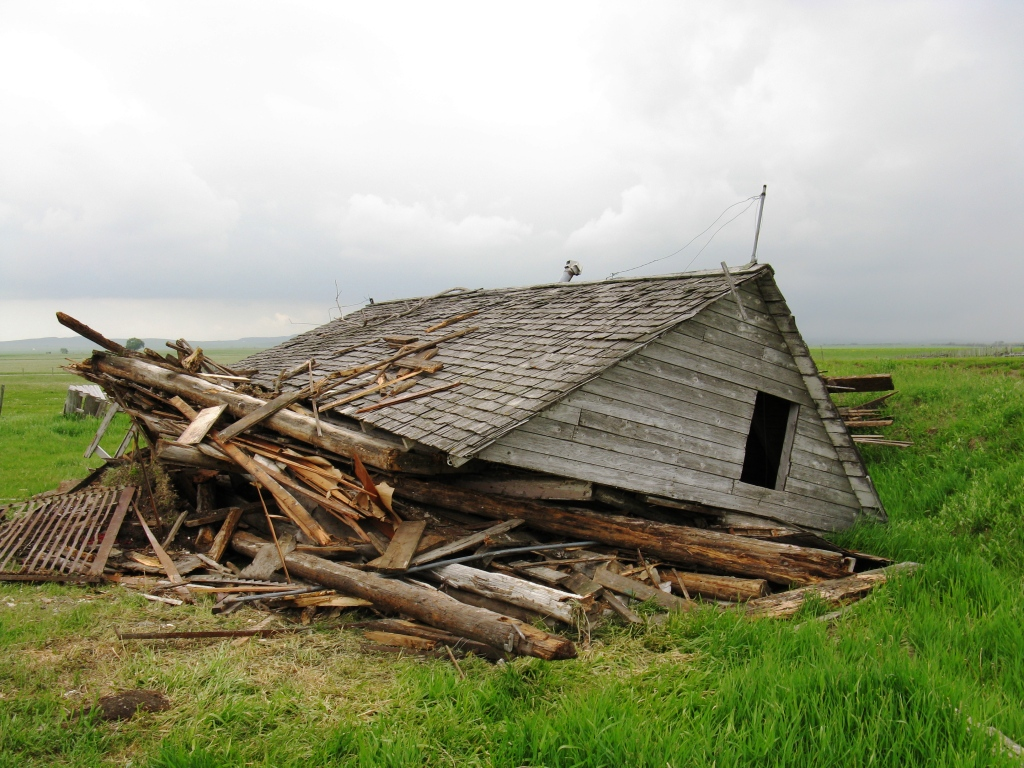
Casa prăbușită al lui Steve Kapcsos (Kapcsos István), un imigrant maghiar în Alberta. Imigranții mai săraci, care s-au stabilit în mediul rural, au locuit în mici căsuțe de lemn.

### Manitoba
Primii imigranți maghiari au sosit în Manitoba în 1885, majoritatea lor s-au stabilit în Winnipeg. În acest oraș a fost tipărit primul ziar în limba maghiară în 1905 cu titlul de Kanadai Magyarság (Maghiarii din Canada). Aici s-a format și prima biserică maghiară în 1906: Biserica Presbiteriană Maghiară (o biserică reformată-calvină). Ungaria fiind aliatul dușmanilor Canadei, maghiaro-canadienii erau internați în timpul Primului Război Mondial. În perioada interbelică, cluburile maghiare au prosperat, în ciuda numărului redus al maghiarilor: în 1920, erau doar 13.811 de maghiari în toată Canada, majoritatea lor locuind în provinciile Saskatchewan, doar câțiva familii în Manitoba. La sfârșitul perioadei interbelice a sosit cel de-al doilea val de imigranți, care a întărit organizațiile existente, dar a fondat și organizații noi (spre exemplu: primele organizații ecleziastice reformate și catolice pe nivel național, fondate în 1924). Tot în perioada interbalică a fost fondată și un nou ziar maghiar: Kanadai Magyar Újság (Canadian Hungarian Newspaper, Ziarul Maghiar din Canada). În 1927 s-a deschis Consulatul Maghiar din Winnipeg. 
În 1996 au fost 9.025 maghiaro-canadieni în Manitoba, numărul lor fiind într-o creștere ușoară dar continuă, ajungând până la recensământul din 2006 la 9.900 de persoane.

### Ontario

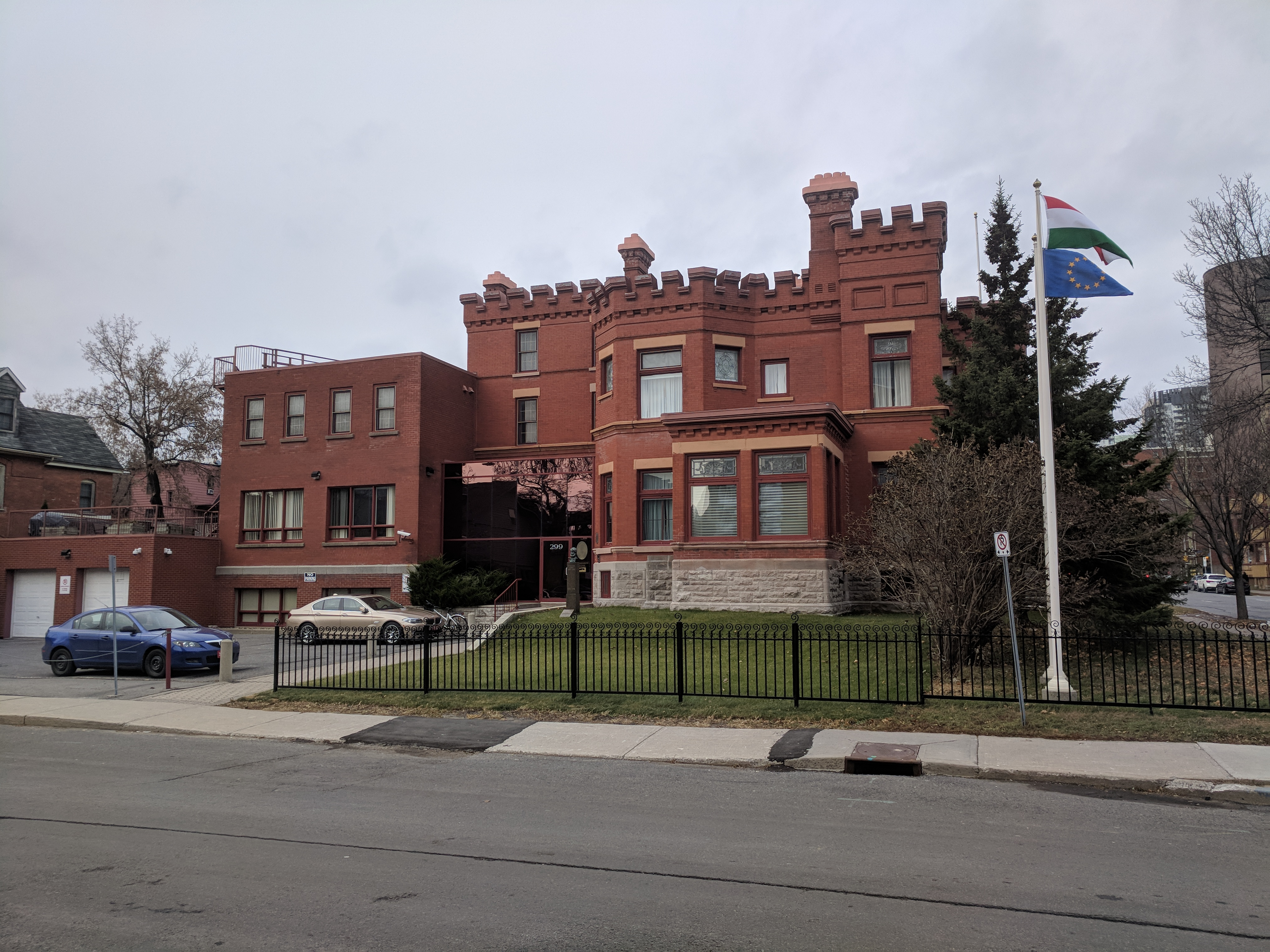
Ambasada Ungariei în Ottawa, Ontario

În Ontario majoritatea maghiarilor au locuit în mediul urban (spre deosebire de Saskatchewan), în cele mai populate orașe. Ca urmare, populația maghiară a provinciei este cea mai numeroasă, însă mai puțin "stabilă", cu un procentaj scăzut în cadrul populației totale. Asimilația (spontană) aici este mai mare decât în mediul rural, însă din cazul numărului crescut al imigranților (și a faptului că imigrarea în orașele mai mari este continuă), numărul maghiaro-canadienilor din Ontario este în creștere continuă.
Primii imigranți maghiari s-au stabilit în Ontario mult mai târziu decât în Saskatchewan, Alberta sau Manitoba, primul val semnificativ ajungând în provincie doar după Primul Război Mondial, majoritatea lor din cauza consecințelor Tratatului de la Trianon. Cei mai mulți maghiaro-canadieni au locuit în Welland, Windsor, Brantfort și Hamilton (Ontario). În 1930 au locuit deja peste 1.000 de maghiaro-canadieni în Hamilton, Toronto. Prima organizație maghiară a fost fondată în 1907 în Hamilton, urmărit de cea de a doua în 1913. În 1921 a fost fondată prima organizație și în Welland (Hungarian Self Culture Society).
În 1949 a fost fondat o nouă fabrică de tutun de către maghiaro-canadianul Paul Rapai, pe teritoriul căreia s-a înființat casa maghiară Delhi & Tobacco District Hungarian House. În această fabrică peste 40% dintre muncitori erau maghiari. În anii 50 s-au înființat două ziare maghiare, Kanadai Magyar Újság și Wellandi Kisújság.
În 1956, după revoluție a sosit cel mai număros val de imigranți, dintre care circa 6.000 de persoane au ajuns în Ontario. 
În 1964 s-a construit prima biserică romano-catolică maghiară în London, Ontario. În anii 60 în Welland aproape jumătatea populației totale au fost maghiaro-canadieni (procentul lor a atins procentul de 40% în 1961).
La recensământul din 2006 151.750 de persoane s-au declarat ca fiind maghiaro-canadieni, dintre care 53.000 trăiesc în Toronto. În Toronto există și un cartier maghiar.

## Instituții și organizații maghiare

### Instituții de învățământ
Școlile maghiare din Canada sunt instituții de învățământ în cadrul cărora elevii maghiaro-americani pot învăța limba și literatura maghiară, istoria Ungariei și a maghiarilor, dansuri, cântece, obiceiuri maghiare, geografia Ungariei, geografia Europei și Europei Centrale, gastronomie (bucătărie maghiară), etc. Majoritatea școlilor maghiaro-americane funcționează periodic și facultativ (câteva zii de învățământ pe lună). Totuși, prin anumite contracte cu școlile canadiene, mediile din școlile maghiare de obicei se calculează și în sistemul de credit (ca ore facultative). În majoritatea școlilor maghiaro-canadiene sunt mai multe secții sau clase privind vârsta și cunoștința de limbă a elevilor. Privind faptul că mulți dintre familiile maghiaro-canadiene trăiesc în Canada demult, studenții din a treia-patra generație nu sunt vorbitori de limba maghiară în momentul școlarizării. Ei învață limba maghiară ca limbă străină. În legislația Canadei există posibilitatea de a învâța acasă, pe cale individuală. În ultimii ani, acest sistem de învățământ există deja și în limba maghiară.
Cele mai importante organizații și instituții de învățământ sunt:
- Școala Maghiară "Arany János" din Hamilton
- Asociația "Kálvin" pentru Învățământul Maghiar
- Școala Maghiară din Montreal
- Școală "Acasă" – organizația care asigură învățământul în limba maghiară pe cale privată

### Instituții culturale
- Teatrul Dramatic Maghiar (1957-1987)
- Teatrul Maghiar din Toronto (fondat în 1988)

### Presă în limba maghiară

#### Ziare și reviste fondate în Canada
- Kanadai Magyar Hírlap
- Kanadai Magyarság (1905)
- Kanadai Magyar Újság (1924)
- Magyarok Világlapja
- Ötágú Síp - revistă literară (1973-1975)

#### Presă audiovizuală
- Televiziunea Maghiară din Canada Arhivat în 23 aprilie 2013, la Wayback Machine.
- Emisiunea "Magyar Képek" Arhivat în 2 aprilie 2013, la Wayback Machine., la canalul Omni1/OmniBC
- Független Rádió, Toronto
- Radioul Maghiar din Ottawa - FM 97,9

## Memoria culturală maghiară din Canada
În Canada există o serie de localități, toponimicuri, comitate, parcuri și monumente care păstrează amintirea prezenței maghiarilor pe teritoriul continentului american. Maghiarii au întemeiat o serie de orașe mici (town), sate, cătune, cartiere (districts). Numele acestor localități păstrează de obicei amintirea fondatorilor, a orașelor de proveniență a acestora, etc. 

### Orașe și sate

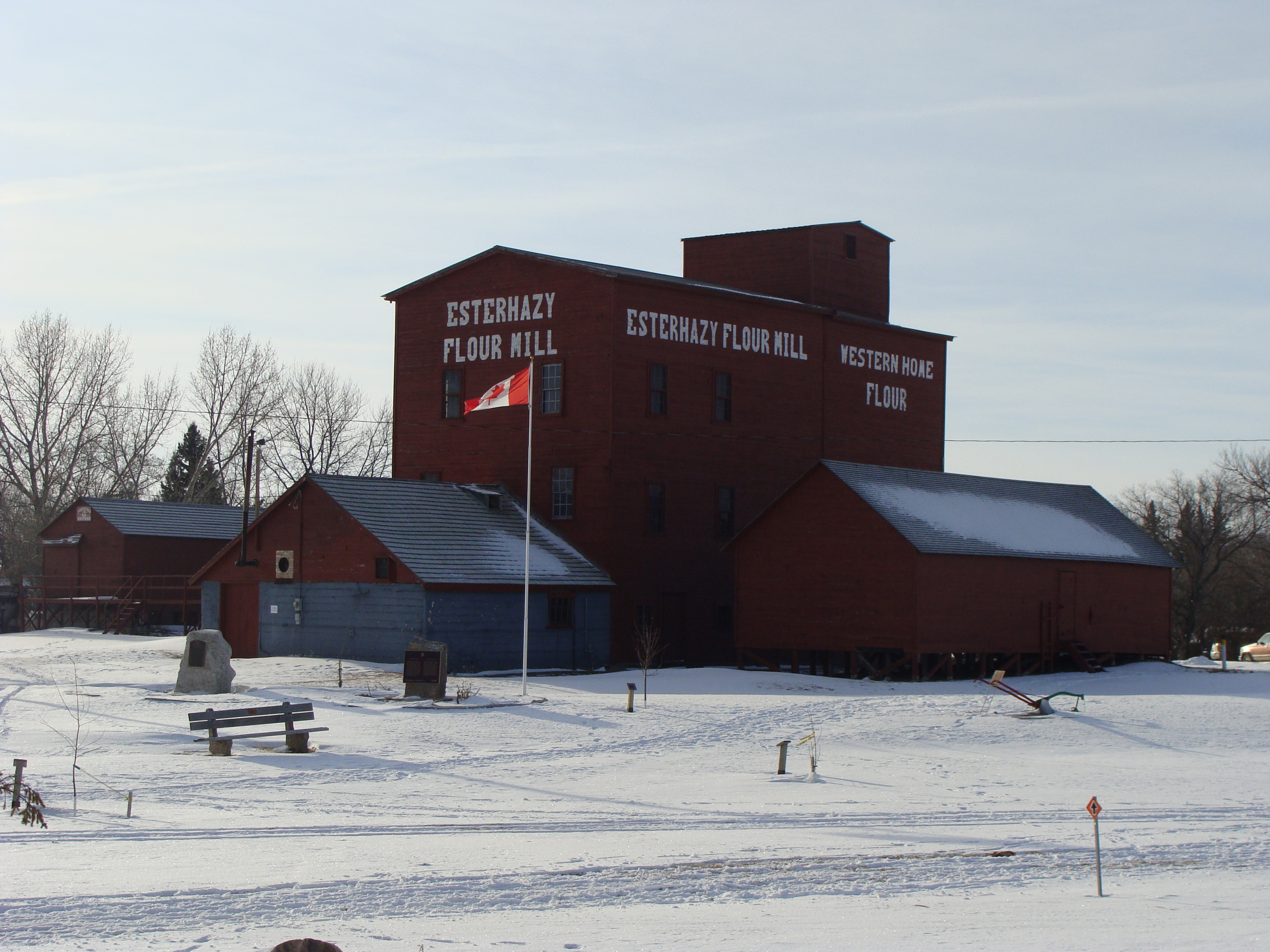
Moara din Esterhazy, Saskatchewan

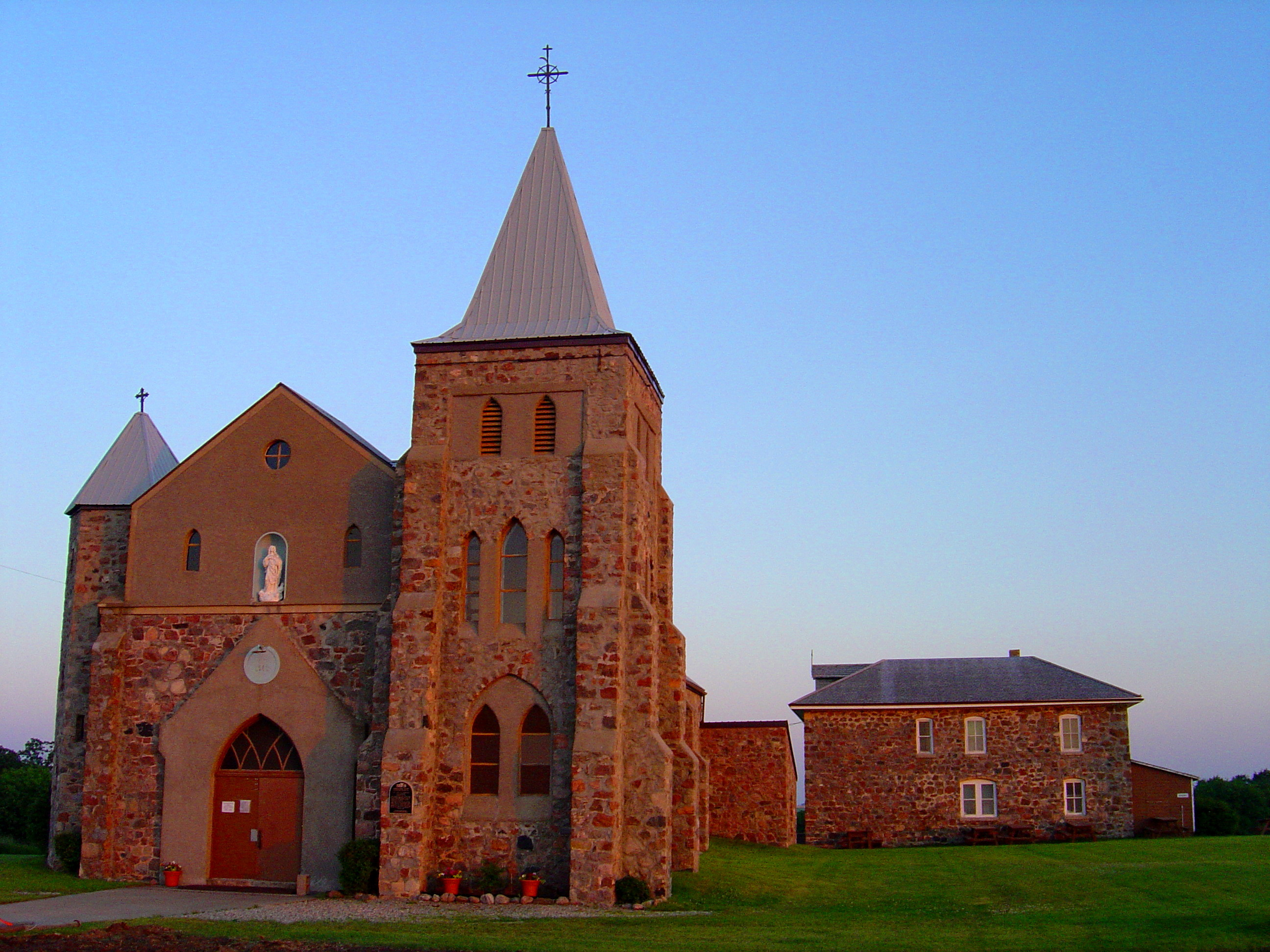
Vechea biserică romano-catolică maghiară din Kaposvar, Saskatchewan

- Kaposvar, Saskatchewan – oraș (town) fondat în 1886 de 35 de familii maghiare, aduse în Saskatchewan de contele Paul Otto Esterhazy. Orașul a primit numele după orașul maghiar Kaposvár. Astăzi, face parte din orașul Esterhazy.
- Esterhazy, Saskatchewan – oraș (town) fondat în 1905 de contele Paul Otto Esterhazy, la nord de Kaposvar
- Békevár, Saskatchewan ('Peaceburgh', 'Cetatea Păcii') – a fost un sat fondat în 1902, astăzi este un cartier al orașului Kipling, Saskatchewan (Bekevar District)

### Cătune
- Otthon ('Acasă') – este un cătun în Saskatchewan, fondat în 1898 de pastorul reformat Janos Kovacs.

### Sectoare și cartiere
- Buda School District – un sector al orașului Wakaw, Saskatchewan, care a primit numele după orașul Buda (parte componentă a orașului Budapesta)
- Dunafoldvar district – un sector al orașului Wakaw, Saskatchewan, care a primit numele după orașul Dunaföldvár

### Denumiri maghiare ale unităților administrative locuite de maghiari
Pentru denumirea anumitor orașe și provincii canadiene s-au născut o serie de denumiri maghiarizate (mai ales în cazul unităților administrative unde a existat o populație maghiarofonă semnificativă). Astfel de denumiri sunt:
- Saskanada ('Canada Vulturilor') – denumirea maghiară a provinciei Saskatchewan
- Sokhalom ('Multe Dealuri') – denumirea maghiară al orașului Stockholm, Saskatchewan, oraș fondat de imigranți suedezi, care a primit numele după capitala Suediei. La începutul secolului al XX-lea, maghiarii au devenit majoritari în această localitate. Deși nu au schimbat în mod oficial numele orașului (prin referendum), pe lângă denumirea oficială au folosit și cea maghiară.

Denumirile altor unități administrative sunt folosite în forma originală, dar conform foneticii maghiare (de exemplu „Torontó”, „Vinipeg”, etc.), uneori scrise chiar conform ortografiei maghiare (precum și numele statului: „Kanada”).

### Parcuri memoriale, monumente, statui
- "Casa Kossuth" și statuia lui Kossuth Lajos în Cambridge, Ontario
- Parcul Memorial "György Faludy" (George Faludy Place) – poetul György Faludy (1910-2006) a locuit în Toronto între 1967 și 1989, parcul de lângă casa lui a fost botezat "George Faludy Place" încă în viața lui.

## Personalități
- Kati Agócs – compozitor de muzică simfonică contemporană
- Attila Buday – olimpic de canoe
- Tamas Buday Jr. – olimpic de canoe
- Julius T. Csotonyi – paleoartist și ilustrator
- John Kricfalusi – animator
- Elvira Kurt – umorist (The Comedy Network)
- Robert Lantos – producător de filme, laureat al premiilor Golden Globe și Academy
- Alanis Morissette – cântăreață și actriță
- William Shatner – actor, muzician, cântăreț, director de film, umorist
- Elvis Stojko – patinator artistic, campion mondial (de trei ori), olimpicon laureat cu medalionul de argint, campion național
- Gabor Szilasi – fotograf maghiar din Québec, laureat al premiilor Governor General's și Paul-Émile-Borduas
- Aaron Voros – jucător de hochei pe gheață